# Marie Anne Fragonard
Marie-Anne Fragonard, nata Gérard (Grasse, 22 dicembre 1745 – Parigi, 10 marzo 1823), è stata una pittrice e miniaturista francese.

## Biografia

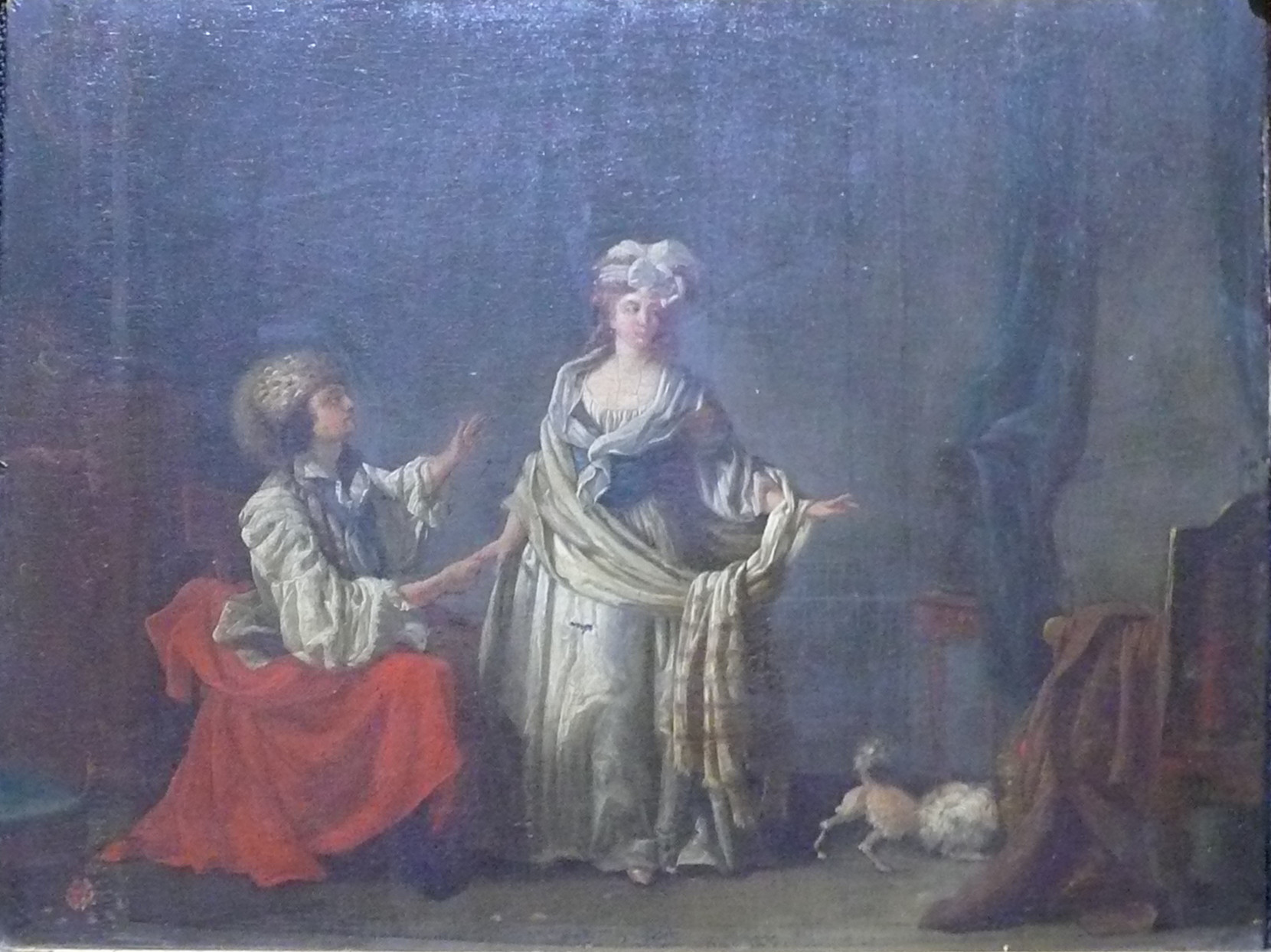
Scena galante o L'innamorato sorpreso, Cholet, museo d'Arte e Storia.

Pittrice di miniature, nel 1769 sposò il pittore Jean-Honoré Fragonard, anch'egli originario di Grasse. Lavorò con il pittore, che aveva sede al Louvre, eseguendo alcuni o tutti i dipinti di Fragonard. Con le sue pennellate libere e rapide, il suo stile si avvicinava a quello del marito.
Nel XVIII secolo, le sue miniature furono esposte e vendute con il suo nome, Marie-Anne Fragonard, anche se in seguito furono attribuite a Jean-Honoré Fragonard. Lo storico d'arte Pierre Rosenberg ha infine restituito la paternità a Marie-Anne.
Nel 1775 la sorella minore Marguerite Gérard (1761-1837) si unì alla bottega di famiglia al Louvre. Marguerite Gérard ebbe successo a partire dagli anni 1780, raggiungendo un'indipendenza stilistica ed economica.
Nel 1793 Marguerite dipinse un ritratto della sorella Marie-Anne con la coccarda rivoluzionaria, conservato al Museo civico d'arte antica, sito nel Palazzo Madama di Torino. Nel 1796 la sua Morte di Madame Tourvel è stata incisa da Philippe Trière per la pubblicazione a Londra del romanzo Le relazioni pericolose di Laclos. Rimasta vedova nel 1806, muore a Parigi nel 1823 a 78 anni.